# Militära grader i Bangladesh
Militära grader i Bangladesh visar tjänstegrader och gradbeteckningar i Bangladesh militär. I Bangladesh militär finns en trebefälsstruktur som motsvarar det som fanns i Sverige före 1 juli 1972. Svenska motsvarigheter för underofficers- och underbefälsgraderna anges därför som de var före tjänsteställningsreformen 1972.

## Bangladesh armé
Det finns tre befälskårer i Bangladesh armé, officers (officerare), junior commissioned officers (underofficerare) och non-commissioned officers (underbefäl).

### Officerare
| Bangladesh |                                    |                            |                                 |                 |                                    |       |                |                     |                          |
| General    | Lieutenant General Generallöjtnant | Major General Generalmajor | Brigadier General Brigadgeneral | Colonel Överste | Lieutenant Colonel Överstelöjtnant | Major | Captain Kapten | Lieutenant Löjtnant | Second Lieutenant Fänrik |
| Källa:     |                                    |                            |                                 |                 |                                    |       |                |                     |                          |

### Underofficerare
| Bangladesh                                               |                                                               |                                   |                                   |                          |
| Honorary Captain Förvaltare med kaptens tjänsteställning | Honorary Lieutenant Fanjunkare med löjtnants tjänsteställning | Master Warrant Officer Förvaltare | Senior Warrant Officer Fanjunkare | Warrant Officer Sergeant |
| Källa:                                                   |                                                               |                                   |                                   |                          |

### Underbefäl och meniga
| Bangladesh |              |                            |                  |                                                     |                                                                  |                                    |                                                        |                                               |
|            |              |                            |                  |                                                     |                                                                  |                                    |                                                        |                                               |
|            | Sainik Menig | Lance Corporal Vicekorpral | Corporal Korpral | Sergeant Furir Överfurir med mindre än 5½ år tjänst | Company Quarter Master Sergeant Överfurir med minst 5½ år tjänst | Company Sergeant Major Rustmästare | Regiment Quarter Master Sergeant motsvarighet saknades | Regiment Sergeant Major motsvarighet saknades |

## Bangladesh flotta
Det finns tre befälskårer i Bangladesh flotta, officers (officerare), junior commissioned officers (underofficerare) och petty officers (underbefäl).

### Officerare
Löjtnants motsvarighet är lägsta graden i sjöofficerskåren.
| Bangladesh           |                     |              |              |              |                |           |                      |              |                |          |
| Admiral of the Fleet | Admiral             | Vice Admiral | Rear Admiral | Commodore    | Captain        | Commander | Lieutenant Commander | Lieutenant   | Sub-Lieutenant |          |
|                      | motsvarighet saknas | Amiral       | Viceamiral   | Konteramiral | Flottiljamiral | Kommendör | Kommendörkapten      | Örlogskapten | Kapten         | Löjtnant |
| Källa:               |                     |              |              |              |                |           |                      |              |                |          |

### Underofficerare, underbefäl och sjömän
Någon motsvarighet till Company Quarter Master Sergeant, Company Sergeant Major, Regiment Quarter Master Sergeant eller Regiment Sergeant Major finns inte i Bangladesh flotta. 
| Bangladesh |                                         |                                                  |                            |                            |                           |                  |                |                       | ingen                       |
| Bangladesh | Honorary Lieutenant                     | Honoray Sub-Lieutenant                           | Master Chief Petty Officer | Senior Chief Petty Officer | Chief Petty Officer       | Petty Officer    | Leading Seaman | Able Seaman           | Ordinary Seaman             |
|            | Förvaltare med kaptens tjänsteställning | Flaggunderofficer med löjtnants tjänsteställning | Förvaltare                 | Flaggunderofficer          | Underofficer av 2. graden | Furir Högbåtsman | Korpral        | motsvarighet saknades | Sjöman 3. kl. Sjöman 2. kl. |
| Källa:     |                                         |                                                  |                            |                            |                           |                  |                |                       |                             |

## Bangladesh flygvapen
Det finns tre befälskårer i Bangladesh flygvapen, officers (officerare), junior commissioned officers (underofficerare) och non-commissioned officers (underbefäl).

### Officerare
Löjtnants motsvarighet är lägsta graden i flygvapnets officerskår.
| Bangladesh                |                             |                               |                             |                       |                                |                       |                          |                         |
| Air Chief Marshal General | Air Marshal Generallöjtnant | Air Vice-Marshal Generalmajor | Air Commodore Brigadgeneral | Group Captain Överste | Wing Commander Överstelöjtnant | Squadron Leader Major | Flight Lieutenant Kapten | Flying Officer Löjtnant |
| Källa:                    |                             |                               |                             |                       |                                |                       |                          |                         |

### Underofficerare, underbefäl och meniga flygsoldater
Någon motsvarighet till Company Sergeant Major, Regiment Quarter Master Sergeant eller Regiment Sergeant Major finns inte i Bangladesh flygvapen. 
| Bangladesh |                       |                        |                 |                                  |                                            |          |                     |               | ingen         |
| Bangladesh | Chief Warrant Officer | Senior Warrant Officer | Warrant Officer | Flight Sergeant                  | Sergeant                                   | Corporal | Leading Aircraftman | Aircraftman 1 | Aircraftman 2 |
|            | Förvaltare            | Fanjunkare             | Sergeant        | Överfurir med minst 5½ år tjänst | Furir Överfurir med mindre än 5½ år tjänst | Korpral  | Vicekorpral         | Flygsoldat    |               |
| Källa:     |                       |                        |                 |                                  |                                            |          |                     |               |               |